# Gürtel der Venus

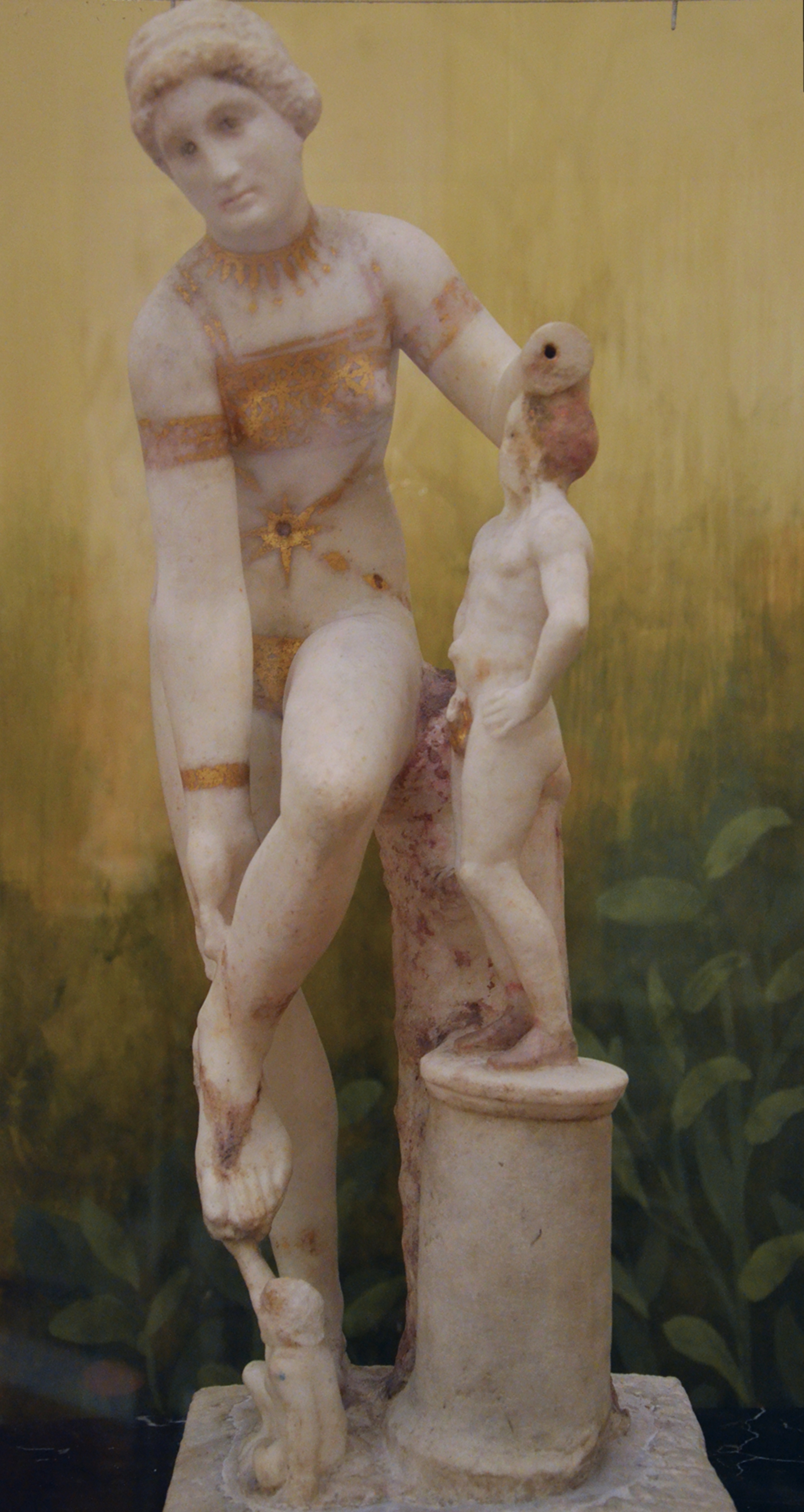
Die Venus aus Pompeji trägt Gürtel, Riemen, Bänder.

Der Gürtel der Venus oder Venusgürtel, durch die Gleichsetzung der römischen Venus mit der griechischen Aphrodite auch Gürtel der Aphrodite, ist eines ihrer modisch-erotischen Accessoires, in dem all ihr Liebeszauber eingeschlossen und wirksam ist, ein Zaubergürtel der Liebe, der sie durch Liebreiz bezaubernd und damit unwiderstehlich macht.
Friedrich Schiller interpretierte den Mythos in seiner Abhandlung Ueber Anmuth und Würde. Er sah im abnehmbaren Gürtel des Reizes das Symbol der beweglichen Schönheit, die über die natürliche Schönheit des Körpers hinaus als Anmut in der Schönheit willkürlicher Bewegung durch das Subjekt hervorgebracht wird. Anmut kommt demnach einer Person als Ausdruck der Seele zu, der Gürtel verleiht diese Eigenschaft kraft magischer Wirkung.

## Ursprung und Begrifflichkeit in der Antike
Die früheste Erwähnung des Gürtels findet sich im 14. Buch der Ilias (Vers 214). Seine Benutzung wird eingeleitet durch Hera (römisch: Juno), die ihren Gatten Zeus (römisch: Jupiter) zum Beischlaf verführen will und von Aphrodite Liebe und Liebreiz (φιλότητα καί ἵμερον philótēta kaí hímeron) erbittet (Vers 198). Hera hat sich schon vorbereitet und herausgeputzt, aber ihre Schönheit reicht nicht aus, die Liebe zu ihrem Mann ist erkaltet: „στυγερὸς δέ οἱ ἔπλετο ϑυμῷ stygerós dé hoí épleto thymō“ – „aber er (sc. Zeus) war ihr verhasst, sie zürnte ihm im Innern“ (Vers 158). Sie benötigt zusätzlich Liebe und Liebreiz – ein Hendiadyoin, das betont, was für eine unwiderstehliche Charmeoffensive sie benötigt, nämlich eine verführerische Ausstrahlung, die beim Partner sexuelle Lust hervorruft.
Aphrodite versteht sofort, was sie will, und gibt ihr den Zaubergürtel, den κεστὸν ἱμάντα ποικίλον kestón himánta poikílon, „den bestickten (und) bunten Gürtel“. Das Adjektiv κεστός kestós „bestickt“ ist abgeleitet vom Verb κεντεῖν kenteín „stechen, sticken“ und wurde später, als das eigentliche Wort für Gürtel (ἱμάς himás) wegfiel, durch Substantivierung selbst zum „Gürtel“; lateinisch dann cestos und cestus, fälschlicherweise auch caestus, nicht zu verwechseln mit dem Homograph caestus „Schlagring“; schließlich wurde er zum besonderen cestus Veneris „Gürtel der Venus“. Die Römer verwendeten das Wort aber auch für ein gewöhnliches Befestigungsband, denn Varro schreibt: „der Wein … lerne am Zweig zu hängen (befestigt) durch eine Schnur oder durch ein Band, das die alten (Autoren) cestus nannten.“

## Mythologischer Hintergrund
Literarische Grundlage des Gürtelmythos ist das 14. Buch der Ilias. Thema des Buches wie des gesamten Werkes ist der Trojanische Krieg, in dem die Olympischen Götter und Achill eine zentrale Rolle spielen. Zeus unterstützt zeitweise Troja, da sein Urenkel Achill von den Griechen beleidigt wurde. Hera unterstützt die Griechen, da sie durch das Urteil des Paris, eines Trojaners, nicht zur schönsten Frau gekürt wurde. Der Kampf geht unentschieden hin und her, doch die Griechen sind, obwohl sie von Poseidon unterstützt werden, entmutigt und tendieren zur Heimfahrt. Hera will deshalb Zeus ablenken, damit Poseidon die Griechen besser unterstützen kann.
Für das Ablenkungsmanöver plant sie, Zeus zu verführen, und trifft dafür in ihrem Gemach umfangreiche kosmetische und modische Vorbereitungen. Dazu gehört auch das Anlegen eines Hüftgürtels, der Zone: „Sie schlang um die Hüften den Gürtel, den hundert Quasten verzierten.“
Doch sie weiß, dass sie dazu noch einen anderen Gürtel, den Gürtel der Liebesgöttin, benötigt. Sie erbittet ihn von Aphrodite unter der Vorspiegelung, mit ihm das Ehezerwürfnis ihrer ehemaligen Zieheltern Okeanos und Thetys zu kitten. Aphrodite erfüllt ihren Wunsch: „Damit löste sie sich von der Brust den bunten, gestickten / Gürtel; es hingen an ihm die Kräfte zu holder Verführung, / alle, der Liebreiz, die Sehnsucht, verführerisch lockendes Kosen, / wie es die Sinne betört sogar von verständigen Menschen.“
Homers Text legt nahe, dass der kestós himás, traditionell als „bestickter Gürtel“ übersetzt, eher ein Brustband oder -riemen (στρόφιον strophion) war, denn Aphrodite empfiehlt Hera: „Da, verbirg’ in dem Busen den bunt durchschimmerten Gürtel.“
Und Hera – „sie trägt ein Gewand, mit Spangen über dem Busen zusammengehalten“ (Vers 180, Ebener) – folgt ihrem Rat: „Lächelnd drauf verbarg sie den Zaubergürtel im Busen.“
Sie muss ihn verbergen, sonst durchschaut Zeus ihre List. Sie eilt nun zu ihm: „So wie er sie sah, so umhüllt’ Inbrunst (wörtlich: ἔρος éros) sein waltendes Herz ihm.“
Und er antwortet: „Komm, wir wollen in Lieb’ uns vereinigen, sanft gelagert.“
Heras Plan geht auf, Zeus ist außer Gefecht gesetzt, er schläft durch die Mithilfe Hypnos’ nach dem Liebesakt ein, Poseidon greift in die Schlacht ein und die Griechen gewinnen wieder die Oberhand.
Dieser Mythos wurde von späteren Autoren ergänzt und ausgeschmückt, denn viele Fragen bleiben bei Homer offen: Woher hat sie den Gürtel, von ihrem Mann Hephaistos, der ihr den Gürtel aus Gold und Edelsteinen zusammenschmiedete, oder war er ein Geschenk der Horen, die sie erzogen, oder wurde sie schon mit dem Gürtel geboren? Möglicherweise hat sie ihn auch anderen ausgeliehen, zum Beispiel dem Paris, um Helena zu gewinnen? Außerdem wird ihm manchmal eine wichtige Rolle im Aphrodite-Adonis-Mythos zugesprochen, dass sie ihn mit dem Gürtel gewann.
Von Homer eindeutig an der Brust verortet, bleibt die Frage offen, wo der Cestus bei den Römern angelegt wurde: auf der Hüfte, Taille, unter oder auf der Brust, unter oder auf dem Gewand?

## Rezeption

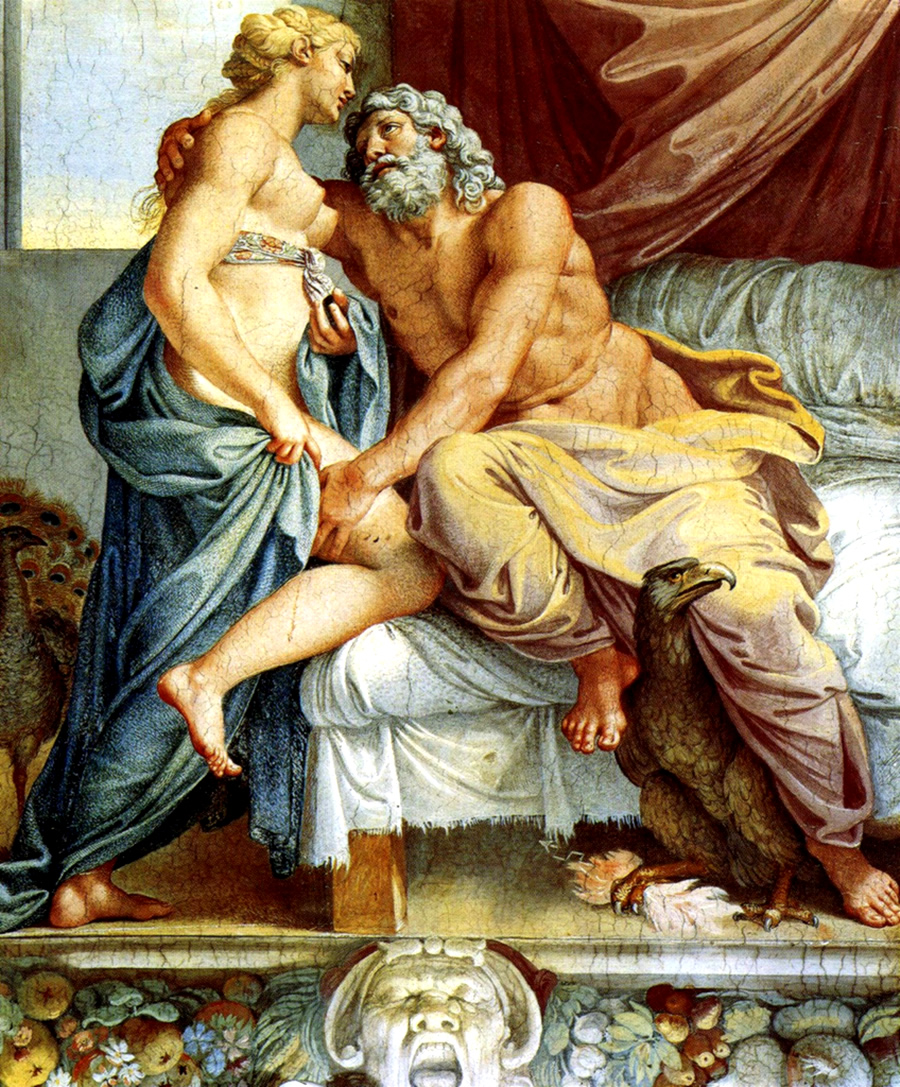
Annibale Carracci: Jupiter erliegt dem Brustband der Juno.

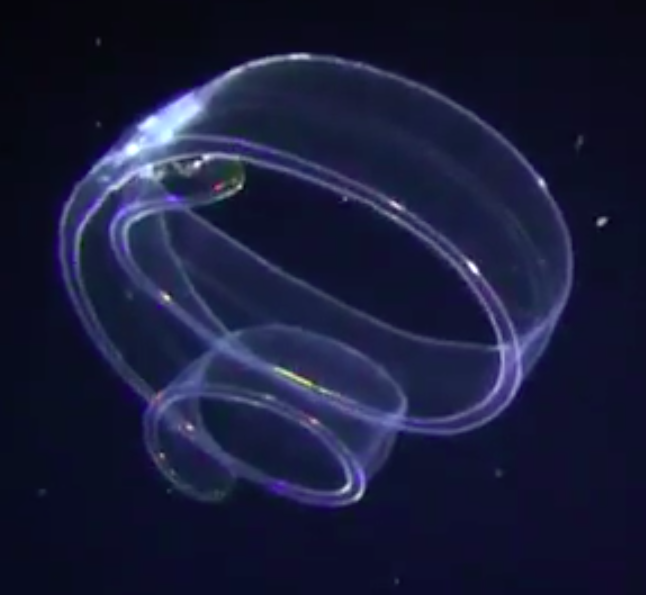
Rippenqualle Cestum veneris

Der Gürtel der Venus und der zugehörige Mythos wurden in der bildenden Kunst Europas oft aufgegriffen – bereits in der Antike, später verstärkt in der Zeit des Barocks, im 17. bis 19. Jahrhundert; für Beispiele siehe Commons.
- Cestum Veneris habere, „den Gürtel der Venus besitzen“; nach Lukian und Erasmus von Rotterdam sprichwörtlich für „unwiderstehlich sein“.
- Gürtel des Liebreizes, so heißt er bei Friedrich Schiller in Über Anmut und Würde,[8] einer ausführlichen Interpretation des Mythos unter Betonung des Unterschieds von Schönheit und Anmut: „Die griechische Fabel legt der Göttinn der Schönheit einen Gürtel bey, der die Kraft besitzt, dem, der ihn trägt, Anmuth zu verleyhen, und Liebe zu erwerben … Alle Anmuth ist schön, denn der Gürtel des Liebreizes ist ein Eigenthum der Göttin von Gnidus; aber nicht alles Schöne ist Anmuth, denn auch ohne diesen Gürtel bleibt Venus, was sie ist … Ihren Gürtel kann Venus abnehmen und der Juno augenblicklich überlassen: ihre Schönheit würde sie nur mit ihrer Person weggeben können. Ohne ihren Gürtel ist sie nicht mehr die reizende Venus, ohne Schönheit ist sie nicht Venus mehr.“
- Cestum veneris, deutsch Venusgürtel, eine Rippenqualle aus der Familie der Cestidae, gürtelförmiger Körperbau, 1813 benannt von Lesueur.
- Venusgürtel, bandförmige rötliche Färbung des Himmels, Begriff im 19. Jahrhundert eingeführt.
- Venusgürtel, Linie auf der Hand, benutzt in der Wahrsagerei des Handlesens, siehe Abbildung mit dem Girdle of Venus.
- KESTOS, britische Dessousmarke, 1925–1967, bekannter Büstenhalter: The Kestos.